# Кировский (Красноярский край)
Кировский — посёлок, входящий в Южно-Енисейский сельсовет Мотыгинского района Красноярского края.

## Географическое положение
Поселок находится в 82 километрах на север от районного центра Мотыгино.

## Климат
Климат резко континентальный с коротким теплым летом и холодной продолжительной зимой. Среднегодовая температура воздуха отрицательная и составляет около -1,0 … -1,5°С. Средние многолетние значения минимальных температур воздуха в самые холодные месяцы – январь и февраль – составляет –26…–28°С, а абсолютный минимум достигает -51…-53°С. Средние из максимальных значений температуры для наиболее теплого месяца (июля) на всем протяжении долины колеблются в пределах 25 … 26°С, а абсолютные максимумы температур в летние месяцы достигают значений в 37 … 38°С. Зима продолжительная. Период со средней суточной температурой ниже -5°С на всей протяженности долины составляет около 5 месяцев (с ноября по март). Ниже 0°С – около полугода. Изменения температуры от одного дня к другому и в течение суток вызываются сменой воздушных масс. Большей частью эта изменчивость в холодное время составляет ±4..5 °C. В некоторых случаях возможны изменения температуры между сутками, превышающие ±20 °C,  (1 раз в 10 лет). Продолжительность безморозного периода в рассматриваемом районе составляет от 40 до 75 дней, при этом первые заморозки наблюдаются уже в августе. Последние заморозки на поверхности почвы могут наблюдаться до конца июня. Число дней со снежным покровом составляет 180-210 дней в году.

## История
Еще в конце девятнадцатого века в низовьях Удерея были найдены крупные россыпи золота. Были основаны два прииска Почетно-Гражданско-Тимофеевский и Елизаветинский. В 1913 году последний прииск приобрело «Аяхтинское золотопромышленное товарищество», главой которого был известный красноярский золотопромышленный деятель Василий Петрович Усков. На прииске для добычи золота была установлена драга. С приходом советской власти прииски Елизаветинский и Почетно-Гражданско-Тимофеевский объединили и назвали Леоновским по имени его начальника, которого вскоре ЧК арестовало и расстреляло. Когда в 1934 году в Ленинграде убили известного советского большевика Кирова, прииску дали новое название  Кировский. Население поселка составляло 949 человек (1939),  517 (1951), 748 (1954), 382 (1965), 173 (1985).

## Население
Постоянное население составляло 66 человек в 2002 году (94% русские), 14 человека  в 2010.  